# Bergtheim
Bergtheim ist eine Gemeinde im unterfränkischen Landkreis Würzburg. Der gleichnamige Hauptort ist Sitz der Gemeindeverwaltung und der Verwaltungsgemeinschaft Bergtheim.

## Geographie

### Geographische Lage
Die Gemeinde liegt verkehrsgünstig zwischen Würzburg und Schweinfurt, im Überlappungsgebiet beider Einzugsbereiche, weshalb Bergtheim in neuerer Zeit zu einem bevorzugten Wohnort wurde.

### Gemeindegliederung
Es gibt drei Gemeindeteile (in Klammern sind der Siedlungstyp und die Einwohnerzahl, Stand 2021, angegeben):
- Bergtheim (Pfarrdorf, 2612)
- Dipbach (Pfarrdorf, 567)
- Opferbaum (Pfarrdorf, 740)

Es gibt die Gemarkungen Bergtheim, Dipbach und Opferbaum.

## Geschichte

### Bis zur Gemeindegründung
Der Ort wurde im Jahr 772 erstmals in einer Schenkungsurkunde des Klerikers Alwalah im Urkundenbuch des Klosters Fulda erwähnt, jedoch gab es schon 400 v. Chr. keltische Siedlungen bei Bergtheim. Im Januar 1400 fand bei Bergtheim die entscheidende Schlacht statt, in der die Ritter des Würzburger Bischofs die Würzburger Bürger besiegten und damit die Unabhängigkeitsbestrebungen der Stadt Würzburg zunichtemachten.
Als Teil des Hochstiftes Würzburg, das zum Fränkischen Reichskreis gehörte, wurde Bergtheim 1803 zugunsten Bayerns säkularisiert und im Frieden von Pressburg 1805 Erzherzog Ferdinand von Toskana zur Bildung des Großherzogtums Würzburg überlassen, mit welchem es 1814 endgültig an Bayern fiel. Im Zuge der Verwaltungsreformen in Bayern entstand mit dem Gemeindeedikt von 1818 die heutige Gemeinde.

### Dipbach
Die erste urkundliche Erwähnung des Gemeindeteiles Dipbach stammt aus dem Jahr 1282, als Bischof Berthold II. von Sternberg zu Würzburg das Dorf Dipbach an Wolff von Grumbach verpfändete. Es ist zu vermuten, dass Dipbach zur Zeit der fränkischen Landnahme entstand. Der Ortsname dürfte aus der Zusammensetzung von Diepold und Bach entstanden sein.

### Opferbaum
Opferbaum wurde erstmals am Jahr 1160 in einer Urkunde erwähnt, in der ein gewisser Rupert für seinen Herrn Sefried dem Kloster St. Stephan einen Hof und einen Acker in Opferbaum schenkte. Der Ortsname leitet sich vermutlich von „Opferbann“ her, was so viel wie Opferbezirk bedeutet. Der Ortsname könnte auf eine germanische Kultstätte, vielleicht auf dem nahen Eichelberg, hinweisen.

### 21. Jahrhundert
Bundesweites Aufsehen erlangte Bergtheim durch die Wahl des neuen Bürgermeisters im April 2008, bei der Konrad Schlier (CSU) gegen Robert Kremling (Freie Christliche Wählergemeinschaft) antrat. Die Auszählung ergab eine Mehrheit von einer Stimme für Kremling, woraufhin Schlier eine Überprüfung der Stimmzettel forderte. Sie ergab, dass eine der Stimmen für Kremling tatsächlich ungültig war. Aufgrund der Stimmengleichheit musste nun das Los entscheiden, das schließlich zu Gunsten Schliers entschied. Zu weiterer Verwirrung trug bei, dass der örtliche Wahlleiter ebenfalls den Nachnamen Schlier trug, was bei Kremlings Gefolgschaft zu heftigen Anschuldigungen gegen ihn führte, obwohl Kandidat und Wahlleiter nicht verwandt sind. Der Fall brachte es Ende 2008 sogar bis in die ZDF-Sendung „Menschen 2008“, in der beide Bürgermeisterkandidaten und der örtliche Wahlleiter anwesend waren.

### Religionen
Von den 3450 Einwohnern im Jahre 2004 waren 93 Prozent katholisch, sechs Prozent evangelisch und ein Prozent einer anderen Religion angehörig.
Die evangelische Matthäuskirche wurde 1994 erbaut, der Neubau der katholischen Pfarrkirche St. Bartholomäus wurde 1964 eingeweiht.

### Eingemeindungen
Im Zuge der Gebietsreform in Bayern wurde am 1. Juli 1972 die Gemeinde Dipbach, die zum Landkreis Kitzingen gehörte, eingegliedert. Opferbaum kam am 1. Mai 1978 hinzu.

### Einwohnerentwicklung
- 1961: 2375 Einwohner[9]
- 1970: 2543 Einwohner[9]
- 1987: 2874 Einwohner
- 1991: 3067 Einwohner
- 1995: 3226 Einwohner
- 2000: 3391 Einwohner
- 2005: 3461 Einwohner
- 2010: 3447 Einwohner
- 2015: 3608 Einwohner
- 2018: 3756 Einwohner[10]
- 2019: 3815 Einwohner[11]
- 2021: 3845 Einwohner
- 2023: 3903 Einwohner

Im Zeitraum 1988 bis 2018 stieg die Einwohnerzahl von 2953 auf 3756 um 803 Einwohner bzw. um 27,2 %.
Quelle: BayLfStat

## Politik
- CSU: 8
- FW: 4
- Grüne: 3
- SPD: 1

### Bürgermeister
Bei der Kommunalwahl vom 15. März 2020 wurde Konrad Schlier (CSU) mit 77,17 % der Stimmen zum Ersten Bürgermeister wiedergewählt. Schlier ist seit 1. Mai 2008 im Amt.

### Gemeinderat
Der Gemeinderat besteht aus 16 Mitgliedern. Bei der Kommunalwahl vom 15. März 2020 haben von den 3004 stimmberechtigten Einwohnern in der Gemeinde Bergtheim, 2075 von ihrem Wahlrecht Gebrauch gemacht, womit die Wahlbeteiligung bei 69,07 % lag.

### Wappen
| Wappen von Bergtheim | Blasonierung: „Geteilt von Blau und Silber; oben ein silberner Schrägbalken, belegt mit drei blauen Ringen, unten ein schräg gestelltes blaues Messer, beseitet von je einem sechsstrahligen blauen Stern.“ |
| Wappen von Bergtheim | |

### Städtepartnerschaften
Am 28. April 1984 unterzeichneten die Bürgermeister Ernst Steigleder und Robert Richard den Partnerschaftsvertrag mit der französischen Gemeinde Boutiers-Saint-Trojan im Département Charente, Region Nouvelle-Aquitaine (Arrondissement Cognac). 2024 wurde entsprechend das 40-jährige Jubiläum gefeiert.

## Wirtschaft und Infrastruktur

### Wirtschaft einschließlich Land- und Forstwirtschaft
2017 gab es in der Gemeinde 536 sozialversicherungspflichtige Arbeitsplätze. Von der Wohnbevölkerung standen 1647 Personen in einem versicherungspflichtigen Beschäftigungsverhältnis. Damit war die Zahl der Auspendler um 1111 Personen größer als die der Einpendler. 45 Einwohner waren arbeitslos. 2016 gab es 46 landwirtschaftliche Betriebe.

### Verkehr
Bergtheim besitzt im Osten des Ortes einen Haltepunkt an der Bahnstrecke Bamberg–Rottendorf, der stündlich von der Regionalbahn bedient wird.
Durch Bergtheim und Opferbaum führt die Bundesstraße 19 von Richtung Werneck nach Würzburg. Die Staatsstraße St 2270 verläuft von Püssensheim über Dipbach nach Schwanfeld. Außerdem führen die Kreisstraßen WÜ 4 von Erbshausen über Bergtheim und Dipbach nach Untereisenheim sowie WÜ 5 von Bergtheim nach Oberpleichfeld. Der nächste Autobahnanschluss (an die A 7) besteht bei Erbshausen an der Anschlussstelle 100 Gramschatzer Wald.
Bergtheim und die Gemeindeteile Dipbach und Opferbaum sind mit den Buslinien 44 bzw. 46 von Würzburg an das Omnibus-Netz angebunden.

### Bildung
2017 gab es folgende Einrichtungen:
- 3 Kindertageseinrichtungen mit 199 genehmigten Plätzen und 157 Kindern, davon 35 unter drei Jahren.
- Volksschulen: eine Grundschule, dreizügig, zwölf Klassen mit 14 Lehrkräften und 270 Schülern. In der Grundschule werden Schüler aus den Orten Bergtheim, Erbshausen-Sulzwiesen, Hausen, Oberpleichfeld, Opferbaum und Rieden unterrichtet. Die Schule hat noch Gebäude in Erbshausen-Sulzwiesen und Rieden. Die Schule in Erbshausen ist generalsaniert, die Schule in Bergtheim bekam 2008 einen Erweiterungsbau und wurde generalsaniert.
- Der Gemeindeteil Dipbach gehört dem Schulverband Schwanfeld (Landkreis Schweinfurt) an.

Ergänzend betreibt die katholische Kirchengemeinde eine Katholische Öffentliche Bücherei im Pfarrheim.

## Sport

### Sportvereine
- Der HSV Bergtheim Handball nimmt mit drei Damenteams, einer Herrenmannschaft und sechs Nachwuchsmannschaften am Spielbetrieb des (BHV) teil. Das erste Damenteam spielt 2022/23 in der viertklassigen Handball-Bayernliga und die Herren in der Bezirksklasse. Der größte Erfolg des HSV Bergtheim war neben den drei Bayerischen Meisterschaften der Aufstieg in die 3. deutsche Handballliga der Frauen.
- Die HSG Pleichach Handball ist eine Spielgemeinschaft, die sich aus den Vereinen SV Bergtheim, SV Oberpleichfeld, DJK Dipbach sowie SG DJK Rimpar zusammensetzt und mit drei Damenteams und vier Nachwuchsmannschaften am BHV-Spielbetrieb teilnimmt. Das erste Damenteam spielt ebenfalls 2022/23 in der viertklassigen Handball-Bayernliga. Der SV Bergtheim spielte in der Saison 2004/05 in der drittklassigen Handball-Regionalliga Süd der Frauen.

Die Handballvereine tragen ihre Heimspiele in der Willi-Sauer-Halle (Oberpleichfelder Straße 10) aus.

## Persönlichkeiten
- Moritz Schmid (1733–1818), Stiftspropst von Heidenfeld von 1787 bis 1803
- Karl Hornung (Bildhauer)